# Castianeira abuelita
Castianeira abuelita är en spindelart som beskrevs av Reiskind 1969. Castianeira abuelita ingår i släktet Castianeira och familjen flinkspindlar.
Artens utbredningsområde är Panama. Inga underarter finns listade.